# Liste der Kulturdenkmäler in Kesseling
In der Liste der Kulturdenkmäler in Kesseling sind alle Kulturdenkmäler der rheinland-pfälzischen Ortsgemeinde Kesseling einschließlich des Ortsteils Staffel aufgeführt. Im Ortsteil Weidenbach sind keine Kulturdenkmäler ausgewiesen. Grundlage ist die Denkmalliste des Landes Rheinland-Pfalz (Stand: 12. Juni 2023).

## Einzeldenkmäler
| Bezeichnung                                 | Lage                                                                               | Baujahr                              | Beschreibung | Bild                           |
| ------------------------------------------- | ---------------------------------------------------------------------------------- | ------------------------------------ | --- | ------------------------------ |
| Wegekapelle                                 | Hauptstraße, Ecke Steinerbergstraße Lage                                           | 1901                                 | Wegekapelle, Backstein, 1901; Grabkreuz, 18. Jahrhundert | Fotos hochladen                |
| Katholische Pfarrkirche Petrus und Maternus | Kirchstraße Lage                                                                   | zweites Viertel des 13. Jahrhunderts | spätromanischer Chorturm, zweites Viertel des 13. Jahrhunderts, Saalbau, bezeichnet 1791; Grabplatte, 17. Jahrhundert; Gesamtanlage von Kirche und Friedhof | weitere Bilder Fotos hochladen |
| Friedhofskapelle und Kreuze                 | Kirchstraße, auf dem Friedhof Lage                                                 | 17. bis 20. Jahrhundert              | Friedhofskapelle St. Maternus, Saalbau, 17. Jahrhundert; Kreuz, 19. Jahrhundert; zweites Kreuz, bezeichnet 1708; Grabkreuz, 1671; Kriegerdenkmäler          | BW                             |
| Altes Pfarrhaus                             | Kirchstraße 4 Lage                                                                 | 1703                                 | Fachwerkbau, teilweise massiv, verputzt, bezeichnet 1703 | Fotos hochladen                |
| Hofanlage                                   | Teichstraße 13–17 Lage                                                             |                                      | Hofanlage; Nr. 13 Fachwerkhaus, teilweise massiv, Nr. 15 Putzbau, Fachwerkscheune, Mühlrad                                                                  | BW                             |
| Bildstock                                   | Teichstraße, Ecke Kirchstraße Lage                                                 | 19. oder 20. Jahrhundert             | Bildstock, Backstein, 19. oder 20. Jahrhundert | Fotos hochladen                |
| Wohnhaus                                    | Weidenbacher Straße 3 Lage                                                         | 18. Jahrhundert                      | Fachwerkhaus, teilweise massiv, 18. Jahrhundert | BW                             |
| Heiligenhäuschen                            | östlich des Ortes an der L 85 Lage                                                 |                                      | Heiligenhäuschen | BW                             |
| Heiligenhäuschen                            | östlich des Ortes an der L 85 Lage                                                 |                                      | Heiligenhäuschen | BW                             |
| Kapelle                                     | südlich des Ortes an der L 90; Flur Im Hangborn Lage                               | 1916                                 | Kapelle, Backsteinbau, 1916 | Fotos hochladen                |
| Schwarzes Kreuz                             | westlich des Ortes an der Gemarkungsgrenze zu Ahrbrück; Flur In der Auschbach Lage | 1739                                 | Wegekreuz, Nischentyp, bezeichnet 1739 | weitere Bilder Fotos hochladen |
| Katholische Kapelle St. Lüfthildis          | Staffel, Kapellenstraße, Ecke Hauptstraße Lage                                     | 1794                                 | Chor bezeichnet 1794, Bruchsteinsaalbau, 1924; außen: Kreuz, bezeichnet 1645                                                                                | weitere Bilder Fotos hochladen |